# Новоіверське
Новоі́верське — село Новодонецької селищної громади Краматорського району Донецької області, України. Населення становить 94 осіб.

## Населення

### Мова
Розподіл населення за рідною мовою за даними перепису 2001 року:
| Мова       | Кількість | Відсоток |
| ---------- | --------- | -------- |
| українська | 83        | 88.30%   |
| російська  | 10        | 10.64%   |
| білоруська | 1         | 1.06%    |
| Усього     | 94        | 100%     |